# Майкъл Тревино
Майкъл Антъни Тревино (на английски: Michael Anthony Trevino) е американски актьор. Известен е с ролята си на Тайлър Локууд в сериала „Дневниците на вампира“.

## Биография
Роден е на 25 януари 1985 г. Отгледан е в Монтебело, Калифорния и по-късно се премества във Валенсия, Санта Кларита, Калифорния.

## Кариера
Тревино играе ролята на Джаксън Меед, наследник на Меед Милк, във филма на Disney Channel Original Movie – Cow Belles. Появява се и като гост звезда в Cold Case, Without a Trace, Bones и Commander in Chief. Майкъл изпълнява и малки роли в Charmed (Аластар) и The Riches (Брент). Участва и в три епизода на сериала 90210, като ученика Ози. През 2009 година Майкъл Тревино се включва към актьорския състав на „Дневниците на вампира“. 

## Филмография
Филмография на Майкъл Тревино към 2013 година:

### Филми
| Година | Име        | Герой         |
| ------ | ---------- | ------------- |
| 2006   | Cow Belles | Jackson Meade |
| 2011   | The Factor | Tad           |

### Телевизия
| Година      | Заглавия                        | Герой           | Бележки                                  |
| ----------- | ------------------------------- | --------------- | ---------------------------------------- |
| 2005        | Summerland                      | Tim Bowser      | гост звезда                              |
| 2005        | Charmed                         | Alistair        | гост звезда (сезон 8, епизод 2)          |
| 2005 – 2006 | Commander in Chief              | Kevin           |                                          |
| 2006        | Without a Trace                 | Carter Rollins  | гост звезда                              |
| 2006        | Cold Case                       | Zach            | гост звезда в епизода „Rampage“          |
| 2006        | От местопрестъплението: Маями   | Matthew Batra   | гост звезда                              |
| 2006        | Bones                           | Graham Hastings | гост звезда                              |
| 2007        | Cane                            | Jaime Vega      |                                          |
| 2007 – 2008 | The Riches                      | Brent           | гост звезда                              |
| 2008        | 90210                           | Ozzie Cardoza   | гост звезда в няколко епизода            |
| 2008        | Austin Golden Hour              | Jake            | гост звезда                              |
| 2009        | От местопрестъплението          | Dave Henkel     | гост звезда в епизода "Turn, Turn, Turn” |
| 2009        | Love Finds a Home               | Joshua          | ТВ филм                                  |
| 2009        | The Mentalist                   | Brandon Fulton  | гост звезда                              |
| 2009        | От местопрестъплението: Ню Йорк | Gavin Skidmore  | гост звезда в епизода „Prey“             |
| 2009 – 2016 | Дневниците на вампира           | Тайлър Локууд   | ТВ сериал                                |
| 2019 – 2022 | Розуейл Ню Мексико              | Кайл Валенти    | ТВ сериал                                |

## Награди
| Година | Награди            | Категория                         | Филм                  | Резултат  |
| ------ | ------------------ | --------------------------------- | --------------------- | --------- |
| 2011   | Alma Awards        | Любим ТВ актьор – поддържаща роля | Дневниците на вампира | номинация |
| 2011   | Teen Choice Awards | Scene Stealer Male                | Дневниците на вампира | спечелена |
| 2012   | Teen Choice Awards | Scene Stealer Male                | Дневниците на вампира | спечелена |
| 2012   | Alma Awards        | Любим ТВ актьор – поддържаща роля | Дневниците на вампира | номинация |